# Sistema de Cantón
El Sistema de Cantón es el término utilizado para referirse al régimen regulatorio con el que el Imperio Chino controló su comercio con Occidente desde 1757 hasta el final de la primera guerra del Opio en 1842.

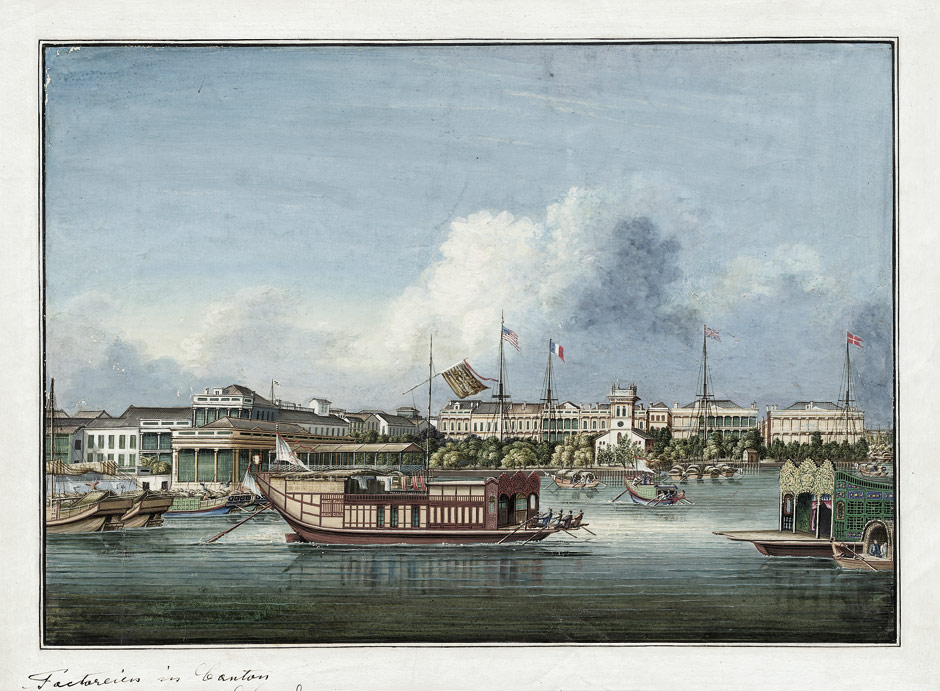
Factorías de Cantón, alrededor de 1850

Recibe este nombre debido a que el gobierno imperial chino forzaba a que todo el comercio con occidente se desarrollara en el puerto de la ciudad de Cantón (actual Guangzhou), en el sur del país. En chino el Sistema es conocido como el Yīkǒu tōngshāng (一口通商, "Relaciones comerciales de único [puerto]"). La política surgió en 1757 como repuesta a los supuestos riesgos políticos y comerciales que los emperadores chinos percibían en los extranjeros europeos.
El Sistema de Cantón fue la culminación de un proceso gradual de restricción del comercio entre China y Europa que había estado ocurriendo desde la segunda mitad del siglo XVII. Para finales del siglo XVII, una serie de clanes y familias comerciales chinas, conocidas como Hongs (háng, 行 ), gestionaban todo el comercio con occidente. En 1757, el emperador Qianlong reorganizó las operaciones de los Hong convirtiéndolos en un monopolio comercial conocido como Cohong. A partir de ese momento, los comerciantes chinos debían tratar con los mercaderes occidentales (conocidos como yángháng (洋行, literlamente "mercaderes del océano", esto es, "mercaderes de ultramar" o "mercaderes extranjeros") a través del Cohong, cuyas actividades eran reguladas por Supervisor de Aduanas de Cantón (Yuèhǎi guānbù jiàn dù, 粵海關部監督), conocido informalmente como el "Hoppo", y por el Virrey de Liangguang.

## Historia

### Orígenes
A comienzos de su reinado, el emperador Kangxi (r. 1661-1722) se enfrentaba a una serie de retos, entre los cuales se encontraba la integración de su dinastía con la mayoría étnica Han. La dinastía Qing, de origen manchú, había ascendido al poder en 1644 tras la conquista del norte de China y el colapso de la dinastía Ming. El apoyo a la antigua dinastía, de etnia han, era todavía fuerte, sobre todo en el sur del país.

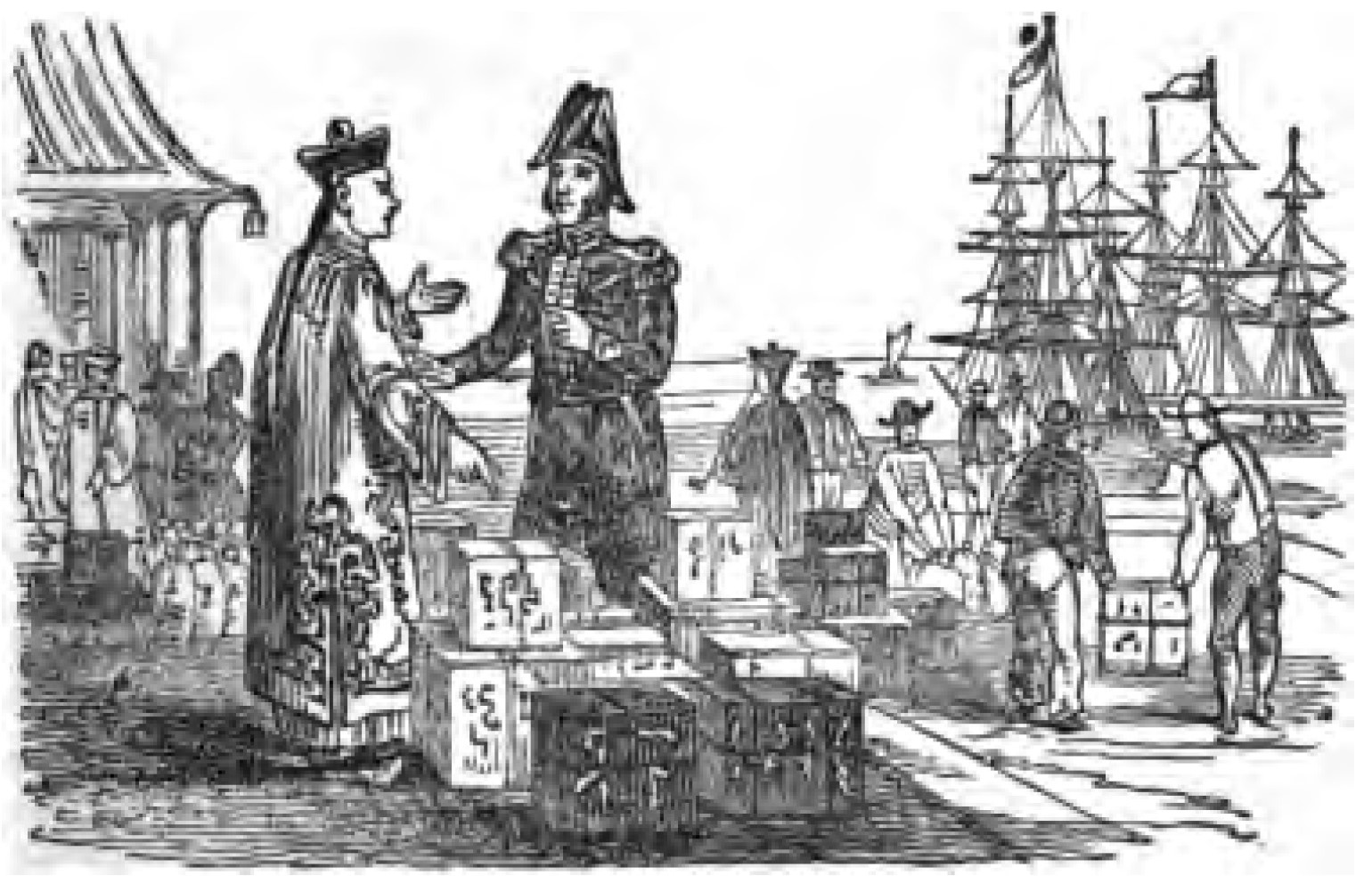
Escena en China (1852, p.Vignette)

A fin de hacer frente a los piratas y bucaneros Japoneses, Coreanos y Ming, Oboi y el consejo de regencia que gobernaba China en nombre del todavía niño Kangxi, prohibió dos veces el comercio marítimo para evitar cualquier ataque por el mar, y en 1663 Oboi ordenó la evacuación de toda la costa de China hacia 20 millas al interior del país en un intento (eficaz) de erradicar la piratería. Kangxi se enfrentó a varias rebeliones a favor de los Ming en el sur de China, incluyendo la encabezada por el lealista Ming Koxinga, y la Rebelión de los Tres Feudatarios, que llevó a los Qing a capturar Formosa (actual Taiwán) en 1683, expulsando a los holandeses de la isla. Tras pacificar el país, en 1684 Kangxi, a fin de reafirmar su autoridad y marcar un cambio de política marítima frente al aislacionismo de sus regentes, emitió un edicto imperial en el que declaraba que: 

Ahora todo el país está unificado, hay paz y tranquilidad en todas parte, las relaciones entre manchús y Han están totalmente integradas, con lo que os ordeno que vayáis al extranjero y comercéis para demostrar la populosa y rica naturaleza de nuestro mandato. Por decreto imperial abro los mares al comercio.

El gobierno Qing estableció varias Hǎiguān (海关), u oficinas de aduanas, en los puertos de la ciudad de Cantón, en la zona de Xiangshan (Zhuhai y Zhongshan), y Macao en la provincia de Cantón; en Fuchou (Fuzhou), Nantai (Fuchou del sur) y Amoy (Xiamen) en la provincia de Fujian; en las ciudades de Ningpo (Ningbo) y de Dinghai en la provincia de Zhejiang; y en la prefectura de Huating (absorbida por Shanghái en la actualidad), Chongque (no existe en la actualidad) y en la propia ciudad de Shanghái en la provincia de Jiangsu. Un año después, en 1685, los mercaderes extranjeros recibieron permiso para entrar en los puertos de China.
| Factoría Comercial                 | Gran Bretaña                    | Portugal y España | Francia | Holanda | Suecia | Dinamarca          |
| ---------------------------------- | ------------------------------- | ----------------- | ------- | ------- | ------ | ------------------ |
|                                    | Compañía de las Indias Orientas |                   |         |         |        |                    |
| Número de barcos                   | 4                               | 1                 | 2       | 2       | 4      | 1                  |
| Tonelaje                           | 2,250                           | 350               | 1,450   | 1,450   | 2,600  | 850                |
| Cañones                            | 112                             | 12                | 60      | 64      | 120    | 36                 |
| Tripulaciones                      | 400                             | 100               | 300     | 220     | 510    | 150                |
| Té negro (piculs)                  | 7,194                           |                   | 8,000   |         | 8,000  | 5,000              |
| Té verde (piculs)                  | 6,151                           |                   | 1,450   |         | 550    | 1,400              |
| Seda en crudo (piculs)             | 28                              |                   | 250     |         |        |                    |
| Seda tejida (balajes)              | 11,074                          |                   | 6,000   |         | 7,000  | 7,500              |
| Nankeens                           | 15,699                          |                   |         |         |        |                    |
| Porcelana (cofres)                 | 844                             |                   | 600     |         | 800    | 400                |
| Tutenag1 (piculs)                  |                                 |                   |         |         | 1,800  |                    |
| 1Aleación de cobre, níquel y zinc. |                                 |                   |         |         |        | fuente: Gao (2003) |

El gobierno imperial de Kangxi estableció una compañía comercial radicada en Cantón en 1686, con el objetivo de gestionar el comercio con los occidentales. Esta compañía operaba de manera similar a una casa de contratación. Era conocida como el Yánghuò Háng (洋货行, literalmente "Casa de Comercio del Océano") y gestionaba tanto las importaciones como las exportaciones de bienes chinos, con varias sub-oficinas responsables de la recolección de impuestos y aranceles, y con las declaraciones de importación y exportación. Cuando un barco atracaba o zarpaba de puerto, el comerciante chino responsable debía acudir a la Casa de Comercio del Océano y abonar todos los impuestos correspondientes. La Casa de Comercio sentaría las bases de las trece factorías a través de las que se desarrollaría el comercio occidental con posterioridad. Su sede en Cantón se debía a que esta ciudad se había convertido en el principal centro de comercio de China debido a las excelentes características de su ensenada y del estuario del río de las Perlas, a la proximidad de la colonia portuguesa de Macao, y a su mayor cercanía a las Islas Filipinas y a la India.
La entrada de comerciantes europeos generó tensiones con los chinos, Aunque el emperador Kangxi era muy liberal con respecto a asuntos religiosos, hubo varios enfrentamientos entre autoridades religiosas chinas y misioneros cristianos, sobre todo los jesuitas que operaban desde Macao. Cuando en 1715 el papa Clemente XI emitió la bula Ex illa die en la que condenaba de forma oficial las prácticas religiosas chinas, Kangxi expulsó a todos los misioneros de China, excepto a aquellos que trabajaran como consejeros técnicos o científicos en la corte imperial de Pekín. A partir de ese momento, se generó un clima de creciente desconfianza y xenofobia contra los europeos, sobre todo entre la clase mandarina y educada de China.

### Creación delSistema de Cantón
En 1745, el emperador Qianlong implementó una serie de cambios en la Casa de Comercio del Océano. A partir de ese momento, los mercaderes locales chinos se convirtieron en garantes de todos los barcos extranjeros que entraban en Cantón, y aceptaban total responsabilidad sobre el barco y su tripulación junto con el capitán y el sobrecargo del buque. Los comerciantes pasaban a responder de todos los impuestos que debían pagar los extranjero. 
Cuando los comerciantes extranjeros comenzaron a presentar quejas sobre sus tratos en Cantón directamente a la corte imperial de Pekín en la década de 1750, el emperador y sus funcionarios se alarmaron ante esta violación del protocolo normal y se dieron cuenta de que había que hacer algo para controlar la situación. La laxitud anterior de la corte Qing había permitido que un grupo de comerciantes chinos y funcionarios locales se hicieran cargo del comercio exterior en el puerto sur de acuerdo con sus mejores intereses financieros. Uno de los principios fundamentales de la diplomacia tradicional china prohibía el contacto con Pekín, excepto en el caso de emisarios tributarios de otros estados. Si bien los comerciantes extranjeros sabían de esta restricción, prefirieron una violación de etiqueta que afrontar los riesgos de ver cómo sus importantes inversiones en China eran destruidas por los sobornos y la corrupción imperantes. 

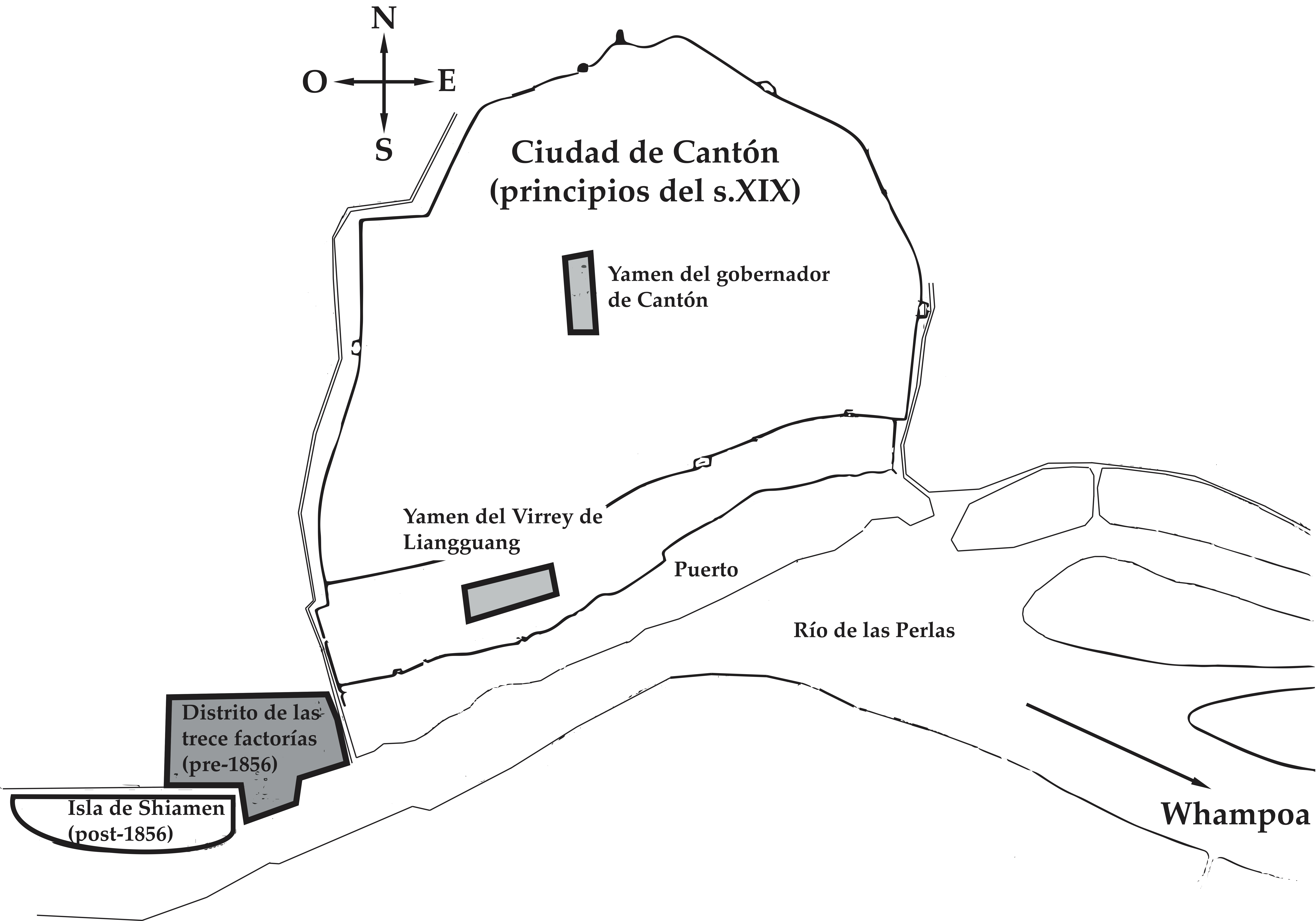
Traza de la ciudad de Cantón a comienzos de siglo XIX. El distrito de las trece factorías está en las afueras del suroeste de la ciudad. El yamen del virrey de Liangguang estaba por aquel entonces situado en el ensanche junto al río, a donde Qianlong lo había trasladado desde la ciudad de Wuzhou en 1747.

#### Sistema de comercio de puerto único
En respuesta a estas peticiones, en 1757, el emperador Qianlong dio el paso definitivo para establecer el Sistema de Cantón. Ese año, prohibió todos los barcos no rusos atracar en los puertos del norte de China. A partir de entonces, todo el comercio se realizaría a través de un solo puerto comercial bajo lo que se conoció como el Sistema de Cantón (en chino: Yī kŏu tōngshāng 一口 通商  literalmente, "sistema de comercio de puerto único"). 
Durante el reinado de Qianlong, la política de comercio exterior de China estuvo motivada en gran parte por amenazas reales o imaginarias que la corte imperial china percibía del exterior. Uno de los elementos clave fue el colapso del Imperio Mogol de la India, que la Compañía Británica de las Indias Orientales había convertido en un estado vasallo en 1757: Qianlong quería evitar situaciones parecidas en China. Otro factor geopolítico clave fue el llamado Asunto Flint de 1759 (Hóng Rènhuī Shìjiàn, 事件), percibido como un intento inaceptable de los británicos de interferir en China. 
No obstante, la principal motivación de Qianlong y de la corte imperial china fue económica. Esto se basaba en el temor a que el libre comercio con occidente llevara a la pérdida de reservas de plata dentro del Imperio Chino. La plata era la base del sistema monetario chino, y durante el reinado de Kangxi y de Yongzhen los mercaderes europeos se habían convertido en sus principales importadores, puesto que los chinos solo aceptaban pagos en plata a cambio de los productos que los europeos querían adquirir. Aunque el mercado chino estaba poco interesado en importar productos europeos, y pese a que la demanda de productos chinos como el té y la seda seguía creciendo con fuerza, Qianlong quería asegurarse de que los comerciantes europeos abonaran todas sus exportaciones en plata, limitando el estraperlo, y cualquier posibilidad de que la plata abandonara china, a fin de garantizarse un influjo constante de la misma. Restringir el comercio con occidente a Cantón y regularlo por medio de la Casa de Comercio y del Cohong fue la forma más eficaz de garantizarse este fin.

#### Establecimiento delCohong
El segundo gran ingrediente del Sistema de Cantón siguió al anterior en 1760. Ese año, Qianlong forzó al mercader hong Pan Zhencheng (潘振成) y a otros nueve clanes comerciales (Hong) especializados en el comercio con occidentales a fundar un gremio o corporación mercantil para convertirse en intermediarios entre el gobierno Qing y los mercaderes europeos. La agrupación de estos hong, con el monopolio legal para comerciar con los occidentales, se llamó el Co-hong. El papel del Cohong pasó a ser el de adquirir bienes de comerciantes chinos en nombre de los extranjeros y deducir los impuestos y aranceles pagaderos por las importaciones y exportaciones. Según los registros de aduanas de Cantón (粤海关志, Yuèhǎi guān zhì) también se estableció una autoridad portuaria para gestionar tributos con Siam y el pago de tropas involucradas en el comercio, así como para administrar el comercio marítimo doméstico en el Mar de la China Meridional. A partir de ese momento, el Cohong tuvo autoridad imperial plena para imponer impuestos a los mercaderes extranjeros según lo consideraran oportuno. 
Con el establecimiento del monopolio del Cohong, los precios de importación y de exportación de bienes chinos y extranjeros quedaron fijados, sin espacio para la negociación individual. Si bien esto le dio a los funcionarios de Qing un mayor control sobre el comercio exterior, demostró ser una restricción importante para los propios comerciantes extranjeros y locales, cuyas numerosas protestas sobre el nuevo sistema cayeron en oídos sordos. Sin embargo, la fundación del Cohong también contribuyó a estabilizar el comercio con occidente. El Cohong se convirtió pronto en el principal receptor de las cosechas de té y de las manufacturas de seda chinas, que compraban al por mayor por todo el país a bajos precios y vendían después a los occidentales a precios mucho mayores. El monopolio agilizó el sistema de distribución de mercancías en China, pues garantizaba a los productores locales una demanda continua de sus productos. Los grandes beneficiarios de esto fueron el gobierno imperial, cuyos ingresos por tarifas aduaneras quedaron garantizados, y los comerciantes occidentales, que ya no tenían que esperar meses o incluso años para que llegara a Cantón los cargamentos que querían exportar a Europa. Pese a las barreras para el comercio, para finales del siglo XVIII, los hong eran los comerciantes más ricos del mundo.

#### Asunto Flint
Las principales regulaciones imperiales que conformaron el Sistema de Cantón se debieron al llamado Asunto Flint de 1759. El inglés James Flint era un sobrecargo de la Compañía de las Indias Orientales y un hablante fluido del chino. A Flint se le había advertido repetidamente que permaneciera en Cantón durante la temporada comercial y no se aventurara al norte en busca de oportunidades comerciales. A pesar de esto, en 1755 Flint, junto con el director de la Compañía, Samuel Harrison, zarpó rumbo al norte de China para explorar las posibilidades de comercio en la provincia de Zhejiang. La expedición de Flint pronto dio cuenta de que las condiciones aduaneras del Zhejiang y Ningbo, su principal puerto, eran mucho mejores que las de Cantón. Además, los precios de los productos de exportación chinos eran mucho más ventajosos porque Ningbo estaba mucho más cerca y mejor comunicada que Cantón con los centros de producción de té y seda del país.
Los funcionarios Qing sabían que un incremento del comercio en Zhenjiang y Ningbo espolearía el desarrollo económico de esta provincia. Sin embargo, debido a que después de décadas el comercio con occidente se había centrado en Cantón, había surgido allí un poderos grupo de mercaderes chinos, oficiales de aduanas y mandarines chinos que gozaba del monopolio de facto sobre tan lucrativo comercio. Temiendo que el traslado del comercio a Ningbo y al norte del país acabara con su lucrativo modo de vida, hicieron un frente común ante la Corte Imperial para disuadir a Qianlong de que evitara que los occidentales trasladaran su comercio a Zhejiang. A este lobby se le sumaron los funcionarios locales de Zhejiang, que temían que un comercio floreciente en la provincia alterara los equilibrios de poder en la misma. Por ello, el Virrey de Min-Zhe, Yang Yingju (ch: 杨应琚), con jurisdicción sobre Zhejiang, también escribió al emperador pidiéndole que prohibiera a los occidentales comerciar en Ningbo.
La respuesta de Qianlong fue la de elevar las tarifas y aduanas de Ningbo y Shanghái en 1755, con la esperanza de que eso disuadiera a los occidentales de comerciar en el norte de China. Esto fue del todo ineficaz, pues la Compañía, bajo el consejo de Flint, prefería las condiciones comerciales en Ningbo, donde había menos corrupción y monopolios comerciales de facto. Qianlong decidió en buena medida en respuesta a esto emitir su edicto de 1757 donde restringía el comercio con occidente al puerto de Cantón.
Las restricción del comercio a Cantón disgustaron a Flint y a la Compañía, que detestaban la corrupción de los funcionarios y comerciantes de Cantón. En 1759, Flint viajó nuevamente al norte para presentar una queja en Ningbo contra la corrupción de los funcionarios imperiales en Cantón. Tenía la esperanza de que sus críticas al Sistema de Cantón serían atendidas por la corte imperial y marcarían el comienzo de una nueva era de libre comercio. No solo fracasó en su plan de abrir los puertos de Zhejiang, sino que las autoridades de Qing reaccionaron imponiendo nuevas restricciones a comercio exterior en 1759. Peor aún, Flint fue expulsado a Macao, donde estuvo encarcelado entre diciembre de 1759 y noviembre de 1762.

###### Cinco medidas contra los bárbaros
Las nuevas reglas, conocidas como la Vigilancia de las regulaciones bárbaras extranjeras (Fángfàn wàiyí guītiáo, 外夷 规 条) o Cinco medidas contra los bárbaros (Fáng yí wŭ shì, 防 夷 五 事) contenían las siguientes disposiciones:
1. El comercio de "bárbaros extranjeros" en Cantón estaba prohibido durante la primavera y verano (se retiraban a pasar el invierno a Macao).
2. Los bárbaros extranjeros que iban a la ciudad de Cantón debían residir en el distrito de las factorías extranjeras bajo la supervisión y el control del Cohong.
3. Los ciudadanos chinos tenían prohibido tomar prestado capital de los bárbaros extranjeros o trabajar para ellos.
4. Los ciudadanos chinos no debían intentar obtener información de los bárbaros extranjeros sobre la situación actual del mercado.
5. Las embarcaciones bárbaras extranjeras entrantes debían anclar en la ensenada de Whampoa y esperar la inspección de las autoridades chinas.[22]

De facto, esto recluía a los comerciantes occidentales en el llamado Distrito de las Factorías de Cantón, un recinto cerrado situado en la margen izquierda del río de las Perlas, junto a la muralla suroeste de la ciudad de Cantón. En dicho recinto, los europeos solo tenían permitido comerciar con el Cohong, y la única autoridad imperial a la que podían apelar directamente era el Hoppo (Supervisor de Aduanas). Cualquier otra interacción con el gobierno Qing debía tener lugar usando al Cohong como intermediario.
Estas restricciones no se aplicaron a todos los extranjeros europeos. Los rusos tenían nominalmente abierto el comercio en el norte de China desde la firma del Tratado de Nérchinsk en 1689, aunque en la práctica limitaban su actividad a las caravanas que enviaban a través de Kiajta, en la frontera terrestre con Mongolia exterior. Los portugueses y españoles tenían permitido comerciar en Cantón y en Xiamen, aunque rara vez ejercían el privilegio de comerciar en Xiamen. Los portugueses preferían operar por medio de intermediarios chinos en Cantón y Macao y, de hecho, no mantenían factoría en Cantón. Los españoles comerciaban por medio de intermediarios pertenecientes a la extensa colonia china de Manila, que tenían amplias redes en Fujian y en el norte de China, o a través las factorías de Cantón, donde tuvieron presencia desde 1788. Las restricciones de puerto único de Qianlong afectaron sobre todo a los comerciantes británicos, y pertenecientes a aquellas nacionalidades que no estuvieran protegidas por otros tratados: neerlandeses, franceses, estadounidenses, alemanes y de los países nórdicos.

### Primera guerra del Opio

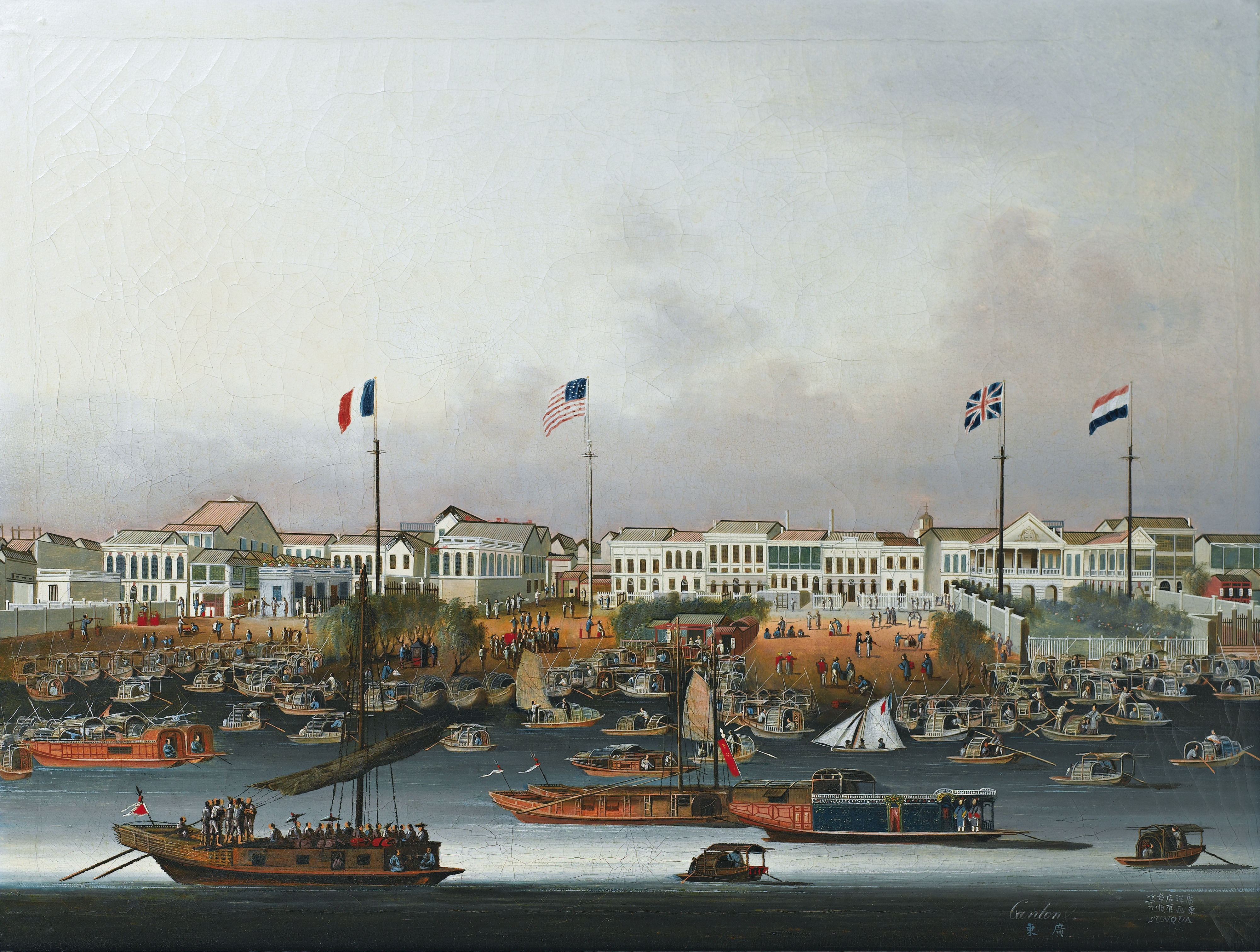
Cantón in 1830

La insaciable demanda de té, seda y otros productos chinos que demostró Europa durante el siglo XVIII causó un considerable desequilibrio en la balanza de pagos británica. Los chinos tenían poco interés por los productos occidentales, y solo aceptaban el pago en plata. El consiguiente déficit comercial incitó a la Compañía de las Indias Orientales a empezar a vender opio cultivado en plantaciones de la India bajo su control a mercaderes independientes, que a su vez lo enviaban a China y vendían a cambio de plata. China prohibía el tráfico de opio, pero ante lo lucrativo del negocio los comerciantes británicos persistieron, a menudo con la connivencia de clanes hong. Para la década de 1820, el narcotráfico de opio era tan importante que la balanza de pagos se había invertido a favor de Gran Bretaña. Los intentos chinos para erradicar el opio llevaron a la primera guerra del Opio. Incapaz de hacer frente a la superioridad naval británica, el distrito de las factorías y el puerto fueron ocupados el 18 de marzo de 1841. China hubo de firmar el primer Tratado Desigual, que la forzó a abolir el Sistema de Cantón.

## Abolición del Sistema de Cantón
Tras la firma del Tratado de Nankín de 1842, a los súbditos británicos se les permitió pasar a  "residir, con el fin de llevar a cabo sus actividades mercantiles, sin abuso o restricción" en Cantón, Shanghái, Amoy (Xiamen), Ningpo (Ningbo) y Foochow (Fuzhou). Además, el Artículo V del Tratado suprimió el Sistema de Cantón, permitiendo a los comerciantes británicos y, finalmente, a todos los comerciantes extranjeros, tratar con quienes desearan en los puertos recientemente abiertos. Esto acabó con el Cohong y el sistema de un único puerto.
En 1859 durante la segunda guerra del Opio, el comercio de Cantón se trasladó a un nuevo sitio en el banco de arena recuperado de la Isla Shamian, a poca distancia al oeste de las antiguas factorías. Para entonces, gran parte del comercio exterior con China se había desplazado a la entonces colonia británica de Hong Kong (adquirida por Gran Bretaña en virtud del Tratado de Nankín), y a los puertos del norte de China, con su ventaja de la proximidad de Pekín, el Gran Canal y el valle del río Amarillo, ambas arterias vitales en el comercio interior de China. Para 1866, solo 18 empresas extranjeras mantenían todavía oficinas en Cantón, y solo 60 residentes extranjeros se dedicaban al comercio; esto excluía a los indios británicos y tidewaiters (que abordaban barcos como parte de las inspecciones de aduanas) empleados por el Servicio Imperial de Aduanas Marítimas, dirigido por Sir Robert Hart.

## Legado
Pese a su disolución, los lazos comerciales desarrollados por el Cohong se mantuvieron. Muchos antiguos clanes hong trasladaron sus negocios a Hong Kong, y contribuyeron decisivamente al desarrollo de la economía de esta colonia británica.

## Más lecturas
- Louis Dermigny, La Chine et l'Occident: le commerce à Canton au XVIIIe siècle, 1719–1833. Paris: SEVPEN, 1964.
- Downs, Jacques M. (1997). The Golden Ghetto: The American Commercial Community at Canton and the Shaping of American China Policy, 1784-1844. Bethlehem, PA: Lehigh University Press; reprinted, Hong Kong University Press, 2014. ISBN 0934223351.
- Liu Yong, The Dutch East India Company's Tea Trade with China, 1757–1781. Leiden and Boston: Brill, 2007. ISBN 90-04-15599-6
- Hoh-Cheung Mui and H. Lorna Mui, The Management of Monopoly: A Study of the East India Company's Conduct of Its Tea Trade, 1784–1833. Vancouver: University of British Columbia Press, 1984. ISBN 0-7748-0198-0
- Johnson, Kendall A. (2017). The New Middle Kingdom: China and the Early American Romance of Free Trade. Johns Hopkins University Press. ISBN 9781421422510.
- Paul Arthur Van Dyke. The Canton Trade: Life and Enterprise on the China Coast, 1700–1845. Hong Kong University Press,  2005.   ISBN 962-209-749-9.
- Paul Arthur Van Dyke. Merchants of Canton and Macao: Politics and Strategies in Eighteenth-Century Chinese Trade. Hong Kong University Press.2011.    ISBN 978-988-8028-91-7
- Zhuang Guotu, Tea, Silver, Opium, and War: The International Tea Trade and Western Commercial Expansion into China in 1740–1840. Xiamen: Xiamen University Press, 1993.

- Datos: Q2617767